# Rosario 1ra. Sección
Rosario 1ra. Sección är en ort i Mexiko.   Den ligger i kommunen Amatán och delstaten Chiapas, i den sydöstra delen av landet, 700 km öster om huvudstaden Mexico City. Rosario 1ra. Sección ligger 498 meter över havet och antalet invånare är 107.
Terrängen runt Rosario 1ra. Sección är huvudsakligen kuperad, men söderut är den bergig. Terrängen runt Rosario 1ra. Sección sluttar norrut. Runt Rosario 1ra. Sección är det ganska tätbefolkat, med 75 invånare per kvadratkilometer. Närmaste större samhälle är Teapa, 14,5 km norr om Rosario 1ra. Sección. Omgivningarna runt Rosario 1ra. Sección är en mosaik av jordbruksmark och naturlig växtlighet.